# 화학공학
화학공학(化學工學; Chemical Engineering)은 화학 공업의 여러 공정을 합리적이고 경제적으로 진행하기 위하여 화학 장치의 구조, 기능, 조합(組合) 차례와 장치 안의 반응 따위를 연구하는 공학의 한 분야이다. 화학공학자의 일은 나노물질과 나노기술의 활용에서부터 화학물질과 에너지, 원자재, 미생물 등을 유용한 형태로 전환시키는 대규모 산업에 이르기까지 다양하다.
화학공학자는 안전을 평가하거나 공정을 분석, 디자인하고 제어공학, 생명공학, 원자력 공학을 포함하는 플랜트 설계, 가동과 많은 측면에서 관련이 있다. 
화학공학자는 일반적으로 화학 공학이나 공정 공학을 전공으로 한다. 실무 기술자는 전문적인 자격 또는 전문단체의 공인된 회원자격을 가질 수도 있다.

## 역사
화학 공학은 화학 공학의 근본적인 개념인 단위 조작의 발전과 함께 나타났다. 대부분의 학자들은 영국의 컨설턴트였던 조지 E. 데이비스가 단위조작의 개념을 실질적으로 발전시진 못했어도 단위조작의 개념을 만들었다는 것에 동의한다. 그는 1887년에 맨체스터 기술 학교에서 화학공학에 관한 초기 강의 중 하나로 여겨지는 단위 조작에 관한 일련의 강의를 했다. 데이비스의 강의가 있기 3년 전에, 헨리 에드워드 암스트롱은 City and Guilds of London Institute에서 화학 공학 학위 과정에 대해 가르쳤으나 강의는 실패했다. 화학자나 기계 공학자를 선호했던 당시에는 졸업생들이 고용주들의 관심을 끌지 못해서였다.

## 개요
화학 공학은 여러 가지 원리를 적용하는 것을 포함한다.  

### 플랜트 설계와 시공
화학 공학 설계는 실험용 플랜트, 새로운 플랜트 또는 플랜트 수정에 대한 계획, 규격 및 경제적인 분석을 만드는 것과 관련이 있다. 설계 공학자들은 자문 역할이나 고객의 요구에 맞는 플랜트를 설계한다. 설계는 자금과 정부의 규제, 그리고 안전 기준을 포함하는 몇몇의 요인에 의해 제한된다. 이런 제약은 공정과 물질, 장비와 같은 플랜트의 선택을 좌우한다.
플랜트 건설은 투자의 정도에 따라 프로젝트 공학자들과 프로젝트 매니저들에 의해 편성된다. 화학 공학자는 프로젝트 공학자의 역할을 할 수도 있다. 하지만 그것은 추가적인 교육과 직무 기술이나, 프로젝트 그룹에서 컨설턴트의 역할을 하는 것을 요구한다.  

### 공정 설계와 분석
단위 조작은 개별 화학 공학 과정의 물리적인 단계이다. 단위 조작은 반응물 제조, 생성물을 정화하거나 분리하고, 사용되지 않은 반응물을 재활용하며, 원자로 내의 에너지 변환을 제어한다.

### 이동 현상
이동 현상을 설계하거나 분석하는 것은 여러 산업에 적용하는 데에 필수적이다. 이동 현상은 각각 운동량 전달, 에너지 전달과 화학종의 수송에 의해 주로 좌우되는 유체 역학, 열·질량 전달을 포함한다. 

## 같이 보기
- 생물정보학
- 생물공학
- 의공학
- 생명공학기술
- 생물공학
- 촉매
- 세라믹
- 화학무기
- 화학정보학
- 전산 유체 역학
- 지진공학
- 전기화학
- 환경공학
- 유체동역학
- 식품공학
- 연료전지
- 가스화
- 전열
- 화학공업
- 산업 가스
- 재료과학
- 금속공학
- 나노 기술
- 자연 환경
- 핵연료 재처리
- 석유공학
- 중합체
- 공정관리
- 분리 과정
- 합성가스
- 열역학
- 이동현상
- 단위 조작
- 물 처리